# FLM
FLM är en kulturtidskrift om film som ges ut av Flm Media AB. Tidningen grundades av Jonas Holmberg och Jacob Lundström som även var dess redaktörer. FLM ges ut fyra gånger om året, och dess första nummer utgavs i november 2007. FLM belönades 2010 med Jurgen Schildt-priset och tilldelades Kurt Linders stipendium för 2011.
2023 efterträddes Jacob Lundström av Olga Ruin som chefredaktör för FLM.

## 25 bästa svenska filmerna
2012 röstade en jury bestående av 50 filmkritiker och filmakademiker fram en topplista med de 25 bästa svenska filmerna, Körkarlen kom på första plats. 2022 upprepades omröstningen, då med 72 röstande. Återigen toppade Körkarlen listan.
Vid några tillfällen har flera filmer fått samma antal röster och delade platser. Detta medförde att listan 2012 omfattade 27 filmer.
| Titel                      | År        | Regissör             | 2012 | 2022 |
| -------------------------- | --------- | -------------------- | ---- | ---- |
| Körkarlen                  | 1921      | Victor Sjöström      | 1    | 1    |
| Kvarteret Korpen           | 1963      | Bo Widerberg         | 2    | 4    |
| Här har du ditt liv        | 1966      | Jan Troell           | 3    | 8    |
| En kärlekshistoria         | 1970      | Roy Andersson        | 4    | 2    |
| Fanny och Alexander        | 1982      | Ingmar Bergman       | 5    | 9    |
| Persona                    | 1966      | Ingmar Bergman       | 6    | 3    |
| Mannen på taket            | 1976      | Bo Widerberg         | 7    | 10   |
| Flicka och hyacinter       | 1950      | Hasse Ekman          | 8    | 6    |
| Ett anständigt liv         | 1979      | Stefan Jarl          | 9    | 19   |
| Sånger från andra våningen | 2000      | Roy Andersson        | 10   | 12   |
| Smultronstället            | 1957      | Ingmar Bergman       | 11   | 10   |
| Gycklarnas afton           | 1953      | Ingmar Bergman       | 12   | -    |
| De ofrivilliga             | 2008      | Ruben Östlund        | 12   | 14   |
| Den enfaldige mördaren     | 1982      | Hans Alfredson       | 12   | -    |
| Lilja 4-ever               | 2002      | Lukas Moodysson      | 15   | -    |
| Utvandrarna / Nybyggarna   | 1971/1972 | Jan Troell           | 15   | 17   |
| Hets                       | 1944      | Alf Sjöberg          | 15   | -    |
| Älskande par               | 1964      | Mai Zetterling       | 18   | 14   |
| Du levande                 | 2007      | Roy Andersson        | 18   | -    |
| Flickorna                  | 1968      | Mai Zetterling       | 20   | 6    |
| Fucking Åmål               | 1998      | Lukas Moodysson      | 20   | 5    |
| Nattvardsgästerna          | 1962      | Ingmar Bergman       | 20   | 17   |
| Play                       | 2011      | Ruben Östlund        | 20   | -    |
| Sommarnattens leende       | 1955      | Ingmar Bergman       | 20   | 23   |
| Det sjunde inseglet        | 1957      | Ingmar Bergman       | 25   | -    |
| Ingeborg Holm              | 1913      | Victor Sjöström      | 25   | 23   |
| Sven Klangs kvintett       | 1976      | Stellan Olsson       | 25   | -    |
| Låt den rätte komma in     | 2008      | Tomas Alfredson      | -    | 12   |
| Äta sova dö                | 2012      | Gabriela Pichler     | -    | 14   |
| Belleville Baby            | 2013      | Mia Engberg          | -    | 20   |
| Sameblod                   | 2016      | Amanda Kernell       | -    | 20   |
| Återträffen                | 2013      | Anna Odell           | -    | 20   |
| Häxan                      | 1922      | Benjamin Christensen | -    | 23   |